# Hard Grit
Hard Grit ist ein 53-minütiger Dokumentarfilm aus der Produktion von Slackjaw Film aus dem Jahr 1998. Er zeigt mehrere bekannte Sportkletterer auf Kletterrouten von hohem Schwierigkeitsgrad im Gritstone im Norden Englands (Peak District und Yorkshire). Der Film erhielt mehrere internationale Filmfestivalpreise.

## Produktion
Der Film wurde von Regisseur Richard Heap ohne präzises Drehbuch erarbeitet. Sowohl Heap als auch Produzent Mark Turnbull kannten sowohl die gezeigten Gritstone-Bergzüge als auch einen großen Teil der Protagonisten.

## Sportkletterer im Film (in alphabetischer Reihenfolge)
- Robin Barker
- Neil Bentley
- John Dunne
- Johnny Dawes
- Richard Ekehed
- Niall Grimes
- Seb Grieve
- Leo Houlding
- Dave Jones
- Jerry Moffatt
- Ben Moon
- Jean-Minh Trin-Thieu
- Sam Whittaker

## Routen im Film
- End of the Affair (E8 6c)
- Fat Slapper (E7 6c)
- Gaia (E8 6c).[3]
- Kaluza Klein (E7 6c)
- Marbellous (E8 7a)
- Master’s Edge (E7 6c)
- Meshuga (E9 6c)
- Paralogism (E7 6c)
- Parthian Shot (E9 7a)
- Piece of Mind (E6 6b)
- Renegade Master (E8 7a)
- Samson (E9 7b)
- The New Statesman (E8 7a)

## Auszeichnungen
- Katherine A. Rae Award 1999[4]
- Kendal Mountain Film Festival: Best Climbing Film 1999[5]